# 961 Gunnie
A 961 Gunnie (ideiglenes jelöléssel 1921 KM) a Naprendszer kisbolygóövében található aszteroida. Karl Wilhelm Reinmuth fedezte fel 1921. október 10-én, Heidelbergben.